# Ужаниха
Ужаниха (устар. Ужанихинское) — село в Чулымском районе Новосибирской области. Административный центр Ужанихинского сельсовета.
Площадь села — 372 га.

## Инфраструктура
В 1903 году построена Троицкая церковь, относившаяся к благочинию 41 округа Томской епархии.
В селе по данным на 2007 год функционируют 1 учреждение здравоохранения и 1 учреждение образования.

## Население
| 1926 | 2002  | 2007  | 2010  |
| ---- | ----- | ----- | ----- |
| 3262 | ↘1508 | ↗1517 | ↘1303 |